# Николай Джамбазов (археолог)
Николай Джамбазов (1919 – 1982) е български археолог, праисторик.

## Биография
Завършва специалността Естествени науки в Софийския университет. През 1949 г. постъпва в Археологическия институт на БАН като асистент. Като сътрудник на института посвещава 30 години от живота си на изучаването на българския палеолит. Притежава солидна подготовка по геология и палеонтология, която той прилага в археологическите си изследванията. Тези изследвания са съсредоточени върху праисторическите пещерни поселища. Открива повече от 30 палеолитни пещерни находища.
Съвместно с Васил Миков през лятото и есента на 1950 г. извършва археологически разкопки в Деветашката пещера. Разкопките са продължени през пролетта на 1952 г. През 1953 г. проучва пещерата Пещ край Старо село, Врачанско. През 1956 г. изследва пещерите Самуилица I и II при с. Кунино. През 1961 г. извършва проучвания на пещерите Снежанка, Магурата и Орлова чука (Русенско).
Освен пещерните находища Николай Джамбазов проучва и откритите палеолитни селища, разположени по речните тераси по долините на Осъм и Дунав. Един от най-значителните му приноси е откриването на Муселиевското находище на брега на р. Осъм, близо до Никопол. Там е разкрито уникално за Балканите специализирано поселище за добив на кремък и производство на кремъчни сечива.
Своите находки Джамбазов обобщава в серия статии през 60-те и 70-те години на ХХ век. В тези статии той систематизира хронологията на палеолитните култури в България и стига до извода за съществуването на специфична за българските земи палеолитната култура, дял на мустерската култура, наречена от него „палеолитна култура Муселиево-Самуилица“.